# Grand Prix de Tennis de Toulouse 1997
Il Grand Prix de Tennis de Toulouse 1997  è stato un torneo di tennis giocato sul cemento. È stata la 16ª edizione del Grand Prix de Tennis de Toulouse, che fa parte della categoria World Series nell'ambito dell'ATP Tour 1997. Il torneo si è giocato a Tolosa in Francia, dal 22 al 28 settembre 1997.

## Campioni

### Singolare maschile
Nicolas Kiefer ha battuto in finale  Mark Philippoussis con il punteggio di 7–5, 5–7, 6–4

### Doppio maschile
Jacco Eltingh /  Paul Haarhuis hanno battuto in finale  Jean-Philippe Fleurian /  Maks Mirny con il punteggio di 6–3 7–6(6)